# شبکه باران
شبکه باران یک شبکه تلویزیونی استانی است که از مرکز رشت و از فرستنده زیباکنار برای سرتاسر استان گیلان پخش می‌شود
همچنین گاهی اوقات در صورت صاف بودن هوا این کانال در استان مازندران تا شهر بابل و یا حتی دورتر نیز پخش می‌شود. پخش برنامه‌های شبکه باران با فرمت HD و کدک HEVC نیز از گیرنده‌های زمینی و ماهواره‌ای از ۲۸ فروردین ۱۴۰۱ آغاز شد. این شبکه توسط صدا و سیمای گیلان اداره می‌شود. نسخه اچ‌دی این شبکه از ۷ خرداد ۱۴۰۱ قابل دریافت از تلوبیون (مرجع آرشیو و پخش زنده صدا و سیما) شد.

## ساعت پخش برنامه
از تابستان ۹۰ به صورت ۲۴ ساعته پخش می‌شود.

## برنامه‌ها
عموماً به انعکاس مشکلات کلانشهر رشت و بعضاً سایر نقاط استان گیلان به همراه اخبار استانی و دعوت از برخی کارشناسان یا مسئولان محلی جهت پاسخگوئی به مردم.
- خانه مهر
- در مسیر توسعه
- الا تی تی
- مهتاب شبان
- رادوار
- راه‌بلد
- با ورزش
- لوجنک
- استعداد گیلانی
- آوای باران
- می گیلان
- ترنم بهار
- گول بهار
- بوی بهار
- بنفشه گول
- باز باران با ترانه
- گول محله
- تکاپو
- وارش
- به وقت عاشقی (ویژه برنامه افطار ماه رمضان)
- ماه منیر (ویژه برنامه سحر ماه رمضان)

## اخبار گیلکی
در این شبکه اخبار شبانگاهی به زبان گیلکی هم گفته می‌شود.

## نشان‌واره‌ها

۱۳۷۷–۱۳۹۸
۱۳۹۸–اکنون